# Принсипийское наречие
Принсипийское наречие (порт. principense; известный также как lunguyè, lunguyê, lun’gwiye, moncó) — одно из наречий нижнегвинейского португало-креольского языка, на котором говорят на острове Принсипи (Сан-Томе и Принсипи. Название lunguyè означает «язык острова» (порт. língua da ilha ). Принсипийский значительно отличается от креольских языков Гвинеи-Бисау, Сенегала, Гамбии и Кабо-Верде. Субстратными языками для принсипийского послужили языки главным образом группы ква, распространённых в Кот-д’Ивуар, в Гане, Того, Бенине и Нигерии.
Обнаруживает значительное лексическое сходство с форру (77 % словарного состава), анголаром (67 %), аннобонским (62 %).
В 1989 году число говорящих на принсипийском составляло 4000 человек. Однако по данным SIL на 1999 год число говорящих не превышает 200. Язык находится под угрозой исчезновения, так как на нём общаются преимущественно пожилые люди, большинство из которых владеет португальским и форру.